# Paul Knepler
Paul Knepler, connu aussi sous le nom de Paul Knöpler, né le 29 octobre 1879 à Vienne et mort le 17 décembre 1967 dans la même ville, est un librettiste, compositeur et éditeur autrichien.

## Biographie
Paul Knepler est le deuxième des cinq enfants de Moriz et Pauline Knepler. Son père faisait le commerce de pipes à tabac, qu'il produisait notamment pour le marché sud-américain. Après des études à l'Université de Vienne, il travaille comme employé de banque. Après 1910, Paul Knepler s'installe comme éditeur. Sa production est très variée. Il publie des textes littéraires et médicaux, notamment les premiers ouvrages du disciple de Freud, Wilhelm Stekel, ainsi que des œuvres d'Alfons Bolz-Feigl, Friedrich Schreyvogl et Paul Hohenau. Fin octobre 1916, il cède sa maison d'édition à son frère Hugo.
Musicalement, sans formation spécialisée, il compose avec l'aide d'un « nègre », Ignaz Michael Welleminsky, deux opérettes : Josefine Gallmeyer, créée le 22 mars 1921 au Bürgertheater, et Wenn der Hollunder blüht , créée le 1er juillet 1924 au Metropoltheater de Vienne).
Knepler est surtout connu comme librettiste d'opérettes célèbres : Die lockende Flamme (1933) de Eduard Künneke ; Der verlorene Walzer (1933) de Robert Stolz ; Drei Walzer (1935) d'Oscar Straus ; Kaiserin Josephine (1936) d'Emmerich Kálmán ; Paganini (1925) et Giuditta (1934) de Franz Lehár.
D'origine juive, après l'Anschluss du 12 mars 1938, il est forcé d'émigrer avec son épouse au Royaume-Uni. A Londres, il collabore à divers cercles autrichiens en exil.
Een 1955, peu après son 75e anniversaire, Knepler retourne en Autriche. Il meurt à Vienne à l'âge de 88 ans.
Son fils est le musicologue Georg Knepler.

## Œuvres principales[3],[4]

### Opérettes
- Josefine Gallmeyer. Opérette en 3 actes. Texte et musique de Paul Knepler, 1921.
- Wenn der Hollunder blüht. Opérette en 3 actes. Texte de Paul Knepler et Ignaz Michael Welleminsky ; musique de Paul Knepler, 1924.

### Livrets et textes
- Paganini. Opérette en 3 actes, musique de Franz Lehár, 1925.
- Das kann der Wille des Schöpfers nicht sein! Lied. Musique de Richard Fall, 1927.
- Geliebte! Lied. musique de Richard Fall, 1927.
- Die Glocken von Paris. Opérette en 3 actes, musique de Richard Fall, 1927.
- Holde Dorothee. Lied, musique de Richard Fall, 1927.
- Belsasar. Opéra en un acte, musique de Hans Peró, 1929.
- Bei der Wirtin Rosenrot. Singspiel, musique de Leo Ascher, 1930.
- Dorfschwalben aus Österreich. Valse chantée sur des musiques de Josef Strauss arrangées par Julius Lehnert, um 1930.
- Ja, die Liebe der Studenten. Marche et foxtrot, musique de Leo Ascher, 1931.
- Die Toni aus Wien: Singspiel en 3 actes, musique de Ernst Steffan, 1931.
- Gräfin Dubarry. Opéra en 3  actes de Camillo Walzel et Richard Genée, 1931.
- Gasparone. Opérette en 10 tableaux, musique de Carl Millöcker, 1932.
- Giuditta. Comédie musicale, musique de Franz Lehár, 1933.
- Die lockende Flamme. Singspiel,musique de Eduard Künneke, 1933.
- Kaiserin Josephine. Opérette en 8 tableaux, musique d'Emmerich Kálmán, 1936.
- Trois valses. Opérette, musique d'Oscar Straus, 1936.
- Rhapsodie der Liebe. Opérette en 3 actes, musique de Nico Dostal, 1963.